# Debregeasia
Debregeasia es un género botánico con 24 especies de plantas de flores perteneciente a la familia Urticaceae.

## Especies seleccionadas
- Debregeasia angustifolia
- Debregeasia atrata
- Debregeasia bicolor
- Debregeasia ceylanica
- Debregeasia dentata

## Sinónimo
- Morocarpus